# Kepler-452 b
Kepler-452 b è un esopianeta che orbita attorno a Kepler-452, una stella di classe G nella costellazione del Cigno, distante 1 400 anni luce dal sistema solare.
Usando il metodo di misura del Earth Similarity Index, a maggio 2017 era il decimo pianeta extrasolare confermato più simile alla Terra.

## Scoperta
La sua scoperta, avvenuta grazie al telescopio spaziale Kepler, è stata annunciata ufficialmente dalla NASA il 23 luglio 2015..

## Descrizione

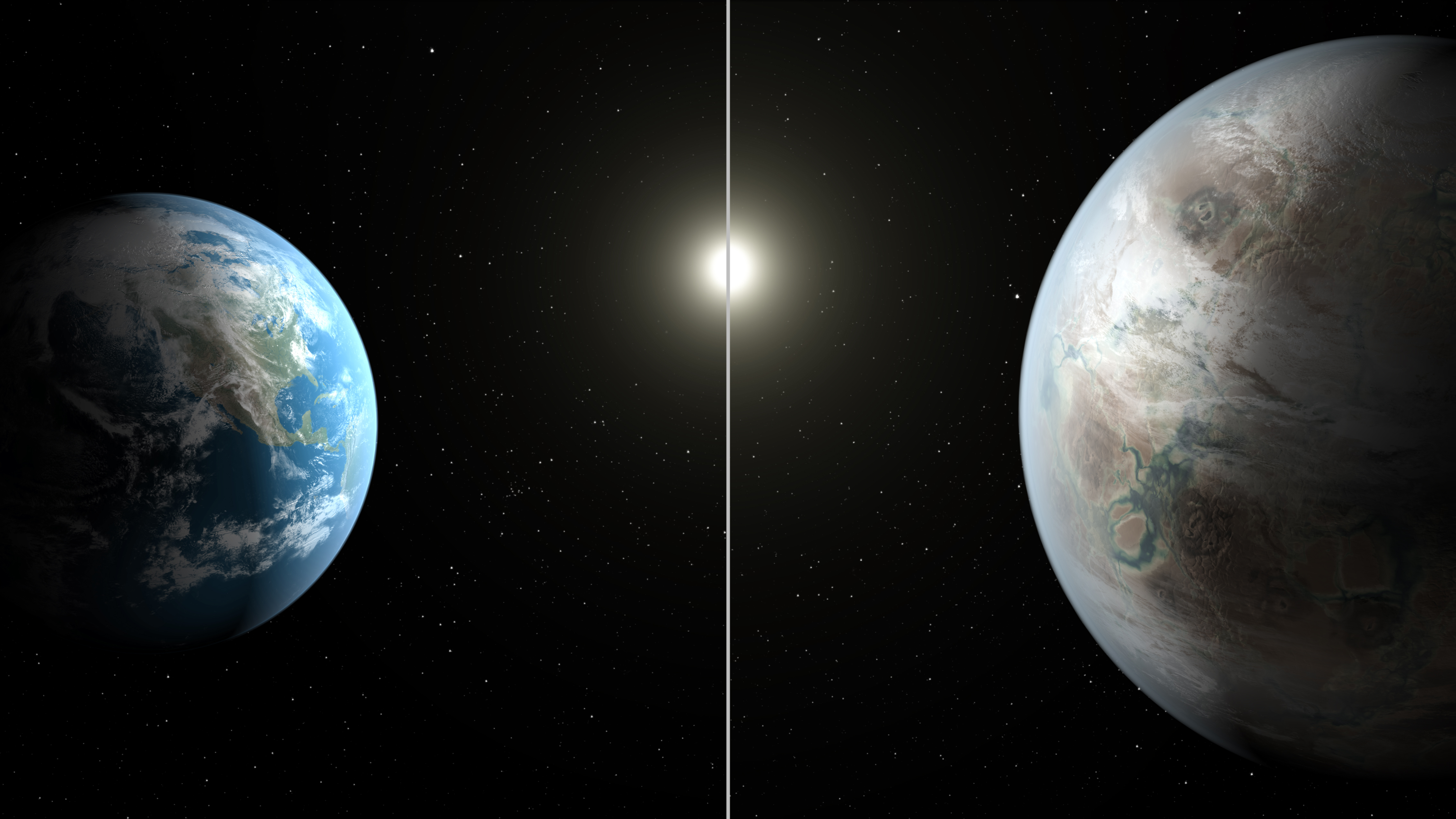
Le dimensioni di Kepler-452 b (a destra) comparate con quelle della Terra.

Il pianeta è il primo oggetto dalle dimensioni simili a quelle terrestri ad essere stato scoperto, che orbita nella zona abitabile di una stella molto simile al Sole.
Il pianeta impiega circa 385 giorni terrestri per eseguire una rivoluzione, è più grande e si è formato prima del nostro pianeta. Secondo i modelli dei ricercatori, l'esopianeta potrebbe avere una massa cinque volte maggiore rispetto a quella della Terra e presentare una gravità di superficie doppia rispetto a quella terrestre e un diametro superiore del 60% rispetto alla Terra. Se fosse un pianeta roccioso si tratterebbe di una Super Terra e, considerata la sua massa, sarebbe geologicamente attivo con vulcani in eruzione e ricoperto, se visto dallo spazio, di una spessa coltre di nubi. Se dalla sua superficie fosse possibile osservare la stella madre, Kepler-452 apparirebbe molto simile al nostro Sole. Chiamato anche "il cugino anziano della Terra" dalla NASA.

## Abitabilità
L'entusiasmo suscitato dalla scoperta di un esopianeta orbitante attorno ad una stella simile al Sole e ad una distanza prossima a quella della Terra dal Sole, ha portato i suoi scopritori ad indicarlo come l'esopianeta più simile alla Terra finora conosciuto, mentre molti esopianeti sono stati scoperti orbitare attorno a piccole e fredde nane rosse.
Un più preciso calcolo dell'indice di abitabilità di Kepler-452 b ne ha fissato il valore a 0,83 non superando quindi il primato di Kepler-438 b posto a 0,88 al momento della scoperta, avvenuta qualche mese prima. A contrastare il vantaggio dato dalla classe stellare dell'astro e dal raggio dell'orbita pesano le dimensioni del pianeta che fanno stimare un'accelerazione gravitazionale al suolo doppia rispetto a quella terrestre, e l'età della stella che, irradiando presumibilmente circa il 10% di energia in più del Sole per via della sua evoluzione, potrebbe aver innescato un crescente effetto serra incontrollato simile a quello che nel sistema solare si può rilevare su Venere.
Tuttavia, poiché il pianeta è più grande del 60% della Terra, è probabile che abbia una massa (stimata) di 5 M⊕, il che potrebbe consentirgli di trattenere gli oceani per un periodo più lungo, impedendo a Kepler-452b di sfuggire all'effetto serra per altri 500 milioni di anni. Nello stesso tempo il ciclo carbonati-silicati (o ciclo inorganico del carbonio) viene "tamponato" prolungandone la durata a causa della maggiore attività vulcanica su Kepler-452b. Ciò potrebbe consentire a qualsiasi potenziale forma di vita sulla superficie di abitare il pianeta per altri 500-900 milioni di anni, prima che la zona abitabile si estenda oltre l'orbita di Kepler-452 b.

## Ricerche del SETI
Gli scienziati del SETI Institute hanno messo tra i loro obiettivi di studio Kepler-452b, poiché è uno dei pochi esopianeti scoperti che orbita nella zona abitabile di una stella simile al Sole. I ricercatori del SETI stanno usando l'Allen Telescope Array, un radiotelescopio multiplo situato nelle Cascade Mountains, in California, per cercare trasmissioni radio provenienti da Kepler-452 b. A partire da luglio 2015, l'Array ha scansionato l'esopianeta in oltre 2 miliardi di frequenze della banda radio, senza risultati, e le ricerche continueranno, fino a scansionare un totale di 9 miliardi di frequenze radio, alla ricerca di segnali alieni.